# Peekskill (meteoryt)
Peekskill – meteoryt kamienny należący do chondrytów oliwinowo-hiperstenowych L6, spadły 9 października 1992 w Peekskill w stanie Nowy Jork. Przed upadkiem meteorytu, jego przelot widoczny był w postaci bolidu w Nowym Jorku, Pensylwanii, Wirginii, Maryland i Karolinie Północnej. Na miejscu spadku znaleziono pojedynczy okaz o masie 12,57 kg.